# Thames Water
Thames Water Utilities Ltd, handelend onder de naam Thames Water, is een particulier nutsbedrijf dat verantwoordelijk is voor de watervoorziening en afvalwaterbehandeling in het grootste deel van Londen en de Theemsvallei. Net als andere regionale waterbedrijven in het land, heeft het een monopolie in het gebied waar het deze diensten levert.
De oorsprong gaat terug tot 1609, toen werd de New River Company opgericht. Het huidige Thames Water kwam tot stand in 1989 tijdens de privatisering van de waterindustrie in Engeland en Wales onder de regering van Margaret Thatcher. De naam van het bedrijf weerspiegelt zijn belangrijke rol in het stroomgebied van de rivier de Theems.
Thames Water is het grootste water- en rioolwaterzuiveringsbedrijf in het Verenigd Koninkrijk. In het werkgebied wonen 15 miljoen mensen — meer dan een kwart van de bevolking van Engeland — maar de verouderde infrastructuur is gevoelig voor lekkage en is een veelvoorkomende oorzaak van vervuiling, waarvoor het herhaaldelijk is vervolgd en beboet.
De huidige aandeelhouders zijn vier grote pensioenfondsen en vier buitenlandse investeringsfondsen die samen meer dan 90% van de aandelen in handen hebben. Het bedrijf heeft forse bedragen als dividend uitgekeerd aan de aandeelhouders en tegelijkertijd veel geleend, waardoor de schulden tot £ 18 miljard is opgelopen. Vanaf juni 2023 is de zwakke financiële positie onderdeel van een publiek debat. In april 2024 werd gemeld dat de Britse regering plannen overwoog om het bedrijf tijdelijk te renationaliseren en is in januari 2025 begonnen met gesprekken met potentiële beheerders.

## Activiteiten
Thames Water is het grootste drinkwaterbedrijf in Engeland. In het werkgebied, met name Londen en verder stroomopwaarts langs de Theems, levert het drinkwater aan 10 miljoen mensen en verwerkt het rioolwater van 16 miljoen mensen. Dagelijks wordt zo’n 2,5 miljard liter drinkwater geleverd en de dubbele hoeveelheid aan rioolwater gezuiverd.
Een van de grootste investeringsprojecten is de Thames Tideway Tunnel, deze tunnel voert rioolwater af naar zee. Dit moet het probleem van de lozing van ongezuiverd rioolwater in de Theems met 95% doen afnemen. Dit project vergt een investering van bijna vijf miljard pond en moet in 2025 gereed komen.
In de vijf verslagjaren van 2019/20 tot en met 2023/34 ging dagelijks gemiddeld zo’n 600 miljoen liter drinkwater verloren door lekkende waterleidingen.
Het bedrijf heeft een gebroken boekjaar dat loopt tot eind september. In het jaar tot september 2024 realiseerde het een omzet van £ 2,5 miljard en behaalde een winst van £ 75 miljoen. In totaal werd £ 195 miljoen aan dividend uitgekeerd, ondanks de matige winst en de hoge schuldenpositie van ruim £ 18 miljard.

## Geschiedenis

### Ontstaan
In 1604 begon Edmund Colthurst een project, New River, om zoet water van Hertfordshire naar Londen te vervoeren. Dit project werd in 1619 overgenomen door de New River Company, onder leiding van Hugh Myddelton. Er waren eerdere en andere kleinschalige projecten voor de watervoorziening, maar New River Company wordt gezien als de basis van Thames Water.
In de jaren 1850 was er een uitbraak van cholera, John Snow en William Farr pleitten voor een betere behandeling van rioolwater. De Thames Conservancy werd in 1857 opgericht voor het gezamenlijk beheer van de watervoorziening, waterbeheer en scheepvaart. De Great Stink vond plaats in 1858 en na protesten zag de overheid tot taak het schoonmaken van de Theems. Om deze problemen op te lossen, bouwde de Metropolitan Board of Works, onder leiding van hoofdingenieur Joseph Bazalgette, in 1870 een groot netwerk van rioleringen, waarvan een groot deel nog altijd in gebruik is.
In 1904 kwamen de New River Company en acht andere waterbedrijven die in Londen actief waren in overheidshanden. Ze werden samengebracht in de Metropolitan Water Board. In 1973 werd de verantwoordelijkheid voor de watervoorziening en riolering in het stroomgebied van de Theems overgedragen aan de Thames Water Authority.

### Privatisering
In 1989 werd de verantwoordelijkheid met betrekking tot het onderhoud voor de scheepvaart, de regelgeving en het beheer van rivieren en kanalen overgedragen aan de National Rivers Authority. De rest van de Thames Water Authority werd geprivatiseerd als Thames Water Utilities Limited. Het bedrijf had op dat moment bijna geen schulden, die waren bij de overheid achtergebleven. De aandelen van alle regionale waterbedrijven, en dus die van Thames Water plc, kregen een notering aan de London Stock Exchange. De waterbedrijven werden gepresteerd als solide beleggingen, met een stabiele en licht groeiende afzetmarkt, groei op basis van nieuwe investeringen en een aantrekkelijk dividendrendement.
Het is vanaf het begin een gereguleerd bedrijf met de Water Services Regulation Authority (OFWAT) als belangrijkste toezichthouder. De tarieven voor de levering van drinkwater en het zuiveren van rioolwater wordt door OFWAT vastgesteld op basis van het geïnvesteerde vermogen, de zogenaamde regulated asset base (RAB), de investeringsplannen en een redelijke vergoeding voor de financiering met leningen en eigen vermogen. De waterdiensten zijn essentieel en het waterbedrijf is een monopolist en de toezichthouder voorkomt dat de eigenaar misbruik maakt van zijn marktmacht en te hoge prijzen in rekening brengt. OFWAT let verder op de kwaliteit van de dienstverlening.
In 2001 werd Thames Water overgenomen door het Duitse nutsbedrijf RWE en verdwenen de aandelen van de beurs. Na jaren van kritiek over de aanhoudende waterlekkages, kondigde RWE op 17 oktober 2006 de verkoop aan van Thames Water voor £ 8 miljard aan Kemble Water Holdings Ltd. Dit was een consortium onder leiding van de Australische Macquarie Group, een private equity investeerder. In december 2006 werd deze verkoop door RWE afgerond.

### In handen van private equity investeerders
Onder het nieuwe eigenaarschap beloofd het bedrijf beterschap, een groot investeringsprogramma werd aangekondigd om de problemen op te lossen. Macquarie verkocht Thames Water in 2017. In die tien jaar verdrievoudigde de schulden tot £ 10,5 miljard en werd bijna £ 3 miljard aan dividend uitgekeerd. Het Canadese pensioenfonds Ontario Municipal Employees Retirement System (OMERS) en de Kuwait Investment Authority werden de nieuwe eigenaren. 
Vanaf juli 2023 heeft Thames Water de volgende aandeelhouders: OMERS (32%), de Universities Superannuation Scheme (USS - 20%), Infinity Investments (een dochteronderneming van de Abu Dhabi Investment Authority) (10%), British Columbia Investment Management Corporation (9%), Hermes Investment Management (beheerder van de BT Pension Scheme) (9%), de China Investment Corporation (9%), Queensland Investment Corporation (5%), Aquila GP Inc. (5%) en het Nederlandse pensioenfonds Zorg en Welzijn.
In de periode 2010 tot en met 2024 kreeg Thames Water boetes ter waarde van £ 180 miljoen opgelegd, wegens tekortkomingen in de drinkwatervoorziening of milieuovertredingen bij de rioolwaterzuivering.
In december 2023 meldde Thames Water aan parlementsleden dat het onvoldoende geld had om een lening van £ 190 miljoen af te lossen in april 2024.
In maart 2024 weigerden de aandeelhouders de eerste betaling voor een herstructureringsplan ter waarde van £ 4 miljard uit te keren tenzij OFWAT, de toezichthouder, akkoord gaat met een tariefsverhoging van 40% in de komende vijf jaar. OFWAT plaatst het bedrijf onder een strikt toezichtregime en stond een tariefverhoging toe van ongeveer 20% tot 2029.
In februari 2025 stemde de rechter in met een reddingsoperatie door een overbruggingskrediet niet te blokkeren. Thames Water leent drie miljard pond tegen een rente van 9,75% per jaar, plus bijkomende vergoedingen, en voorkomt daarmee een liquiditeitscrisis en een mogelijke renationalisatie. Bestaande schuldeisers van Thames Water waren naar de rechter gestapt om dit te blokkeren vanwege de hoge rente en om de kans op terugbetaling van de door hun verstrekte leningen niet te verslechteren. Ze hadden een alternatief geboden, een lening van hetzelfde bedrag maar 8% rente, maar de rechter ging hierin niet mee.